# Agrochola szurdokyi
Agrochola szurdokyi là một loài bướm đêm trong họ Noctuidae.